# Josef Litschauer
Josef Litschauer (* 8. Februar 1912; † 10. Juli 1983) war ein österreichischer Geodät.

## Leben
Josef Litschauer war nach dem Zweiten Weltkrieg bis 1977 für die Landesvermessung von Österreich tätig. Anlässlich seiner Pensionierung wurde ihm der Titel "Hofrat" verliehen. In Kreisen der geodätischen Wissenschaft wurde er Anfang der 1950er Jahre durch die erstmalige Publikation eines Astrogeoides bekannt, mit dem Österreich eine Vorreiterrolle in der Erdmessung übernahm.
Das Österreichische Geoid von 1953 beruhte auf dem Netz erster Ordnung, dessen trigonometrischen Punkte bereits großteils durch die Messung von Lotabweichungen – und teilweise Laplace-Azimuten – ergänzt wurden. Litschauers 1953 endgültig publiziertes Geoid hatte (allerdings wegen Datenlücken regional unterschiedlich) eine durchschnittliche Genauigkeit von 60 cm, was etwa 2- bis 3-mal genauer war als das damals entstehende Helmut Wolf’sche Geoid von Teilen Mitteleuropas.
Im Gegensatz zu diesem wählte Litschauer als Bezugsystem das Bessel-Ellipsoid, da sein Geoid u. a. zur Genauigkeitssteigerung des staatlichen Vermessungsnetzes dienen sollte (Reduktion wegen Lotabweichung).
In späteren Jahren bearbeitete Litschauer, der das technische Doktorat und die Karoline-und-Guido-Krafft-Medaille der TU Wien besaß, die österreichische Landesvermessung. Von 1937 bis 1947 war er als Assistent an der TU Wien tätig. Durch seine Aufgeschlossenheit für neue technische und verwaltungsmäßige Entwicklungen war er einer der innovativsten „Motoren“ im Bundesamt für Eich- und Vermessungswesen.